# Stigmella alikurokoi
Stigmella alikurokoi là một loài bướm đêm thuộc họ Nepticulidae. Nó là loài duy nhất được tìm thấy ở Kyushu in Nhật Bản.
There are three generations or more per year
Ấu trùng ăn Rubus buergeri, Rubus phoenicolasius và Rubus palmatus var. coptophyllus. Chúng ăn lá nơi chúng làm tổ. 